# Cátia Garcia
Cátia Garcia (Porto, 26 de Maio de 1983) é uma cantora e actriz portuguesa.

## Biografia
Nasceu no Porto e vive desde 2005 em Lisboa. Começou a cantar desde muito cedo, participando em vários espectáculos, concursos, noites de fado, etc. Fez o Curso de Canto do Conservatório de Vila Nova de Gaia.
Em 2000 participa na Grande Noite do Fado em Lisboa onde alcança o 2º lugar e no Porto onde chega ao 3º lugar.
Em 2001 participa novamente na Grande Noite do Fado em Lisboa onde vence o 2º lugar, e no Porto onde ganha o 1º lugar com a sua interpretação de “Cansaço”, de Amália Rodrigues. Ainda em 2001 participa no Encerramento Oficial do “Porto - Capital Europeia da Cultura” num espectáculo no Mercado do Bolhão e faz vários espectáculos em França (Lyon, Grenoble, St. Ethiene, etc).
Entre 2002 e 2005, após gravar o seu primeiro álbum, À Procura do Fado, realiza diversos espectáculos e concertos tanto a solo como em espectáculos organizados em diversas salas portuguesas.
Em 2005 é convidada por Filipe La Féria a interpretar o papel de Amália Rodrigues no musical “Amália” em cena no Teatro Sá da Bandeira no Porto.
Também em 2005, volta a ser convidada por Filipe La Féria a interpretar a protagonista de “Alice no País das Maravilhas” desta vez em Lisboa, no Teatro Politeama. O espectáculo esteve em cena durante cinco meses.
Logo de seguida, entra para o elenco de “A Canção de Lisboa”, de Filipe La Féria, também no Teatro Politeama. Na RTP participa no espectáculo “Campo Pequeno de novo em grande”, espectáculo idealizado por Filipe La Féria para a reabertura da Praça de Touros do Campo Pequeno e exibido em directo pela RTP 1, RTP África e RTP Internacional.
Em 2006, mantém-se no elenco da companhia do Teatro Politeama para interpretar o papel de Liesl, a filha mais velha do Capitão von Trapp, no musical “Música no Coração”, encenado por Filipe La Féria.
Em 2008 interpretou o papel de Anybodys na adaptação de Filipe La Féria do musical “West Side Story” no Teatro Politeama, por cuja interpretação recebeu o Prémio Actriz Revelação dos Prémios de Teatro Guia dos Teatros.
Em 2009 interpretou Dorothy Gale no clássico “O Feiticeiro de Oz”, mais uma produção de Filipe La Féria no Politeama.

Foi Estrela no musical infantil adaptado do livro "A Estrela" de Virgílio Ferreira, Tzeitl em "Um Violino no Telhado", Emília em "O Sítio do Picapau Amarelo". Tudo produzido e encenado por Filipe La Féria.
Participou também em vários programas de televisão como “Praça da Alegria”, “Portugal no Coração”, “A Vida é Bela”, “Herman SIC”, “Fátima Lopes”, “Você na TV”, “Êxtase”, “Só Visto”, etc
Em 2012 começa aulas de canto com Lucia Lemos.
Entre 2014 e 2017 participa no espectáculo musical anual da Feira do Vinho do Dão do criado e encenado por António Leal e Sandra Leal "As Músicas que os Vinhos Dão".
Nunca deixou de cantar fado tendo passado por algumas das mais conceituadas casas de fado de Lisboa onde a podemos encontrar nos dias de hoje.

## Carreira

### Fado
2000
- 2º Lugar Grande Noite do Fado de Lisboa[1]
- 3º Lugar Grande Noite do Fado do Porto

2001
- 2º Lugar Grande Noite do Fado de Lisboa
- 1º Lugar Grande Noite do Fado do Porto[2]
- Encerramento Oficial do “Porto - Capital Europeia da Cultura” - espectáculo no Mercado do Bolhão
- Vários espectáculos em França (Lyon, Grenoble, St. Ethiene, etc).

Entre 2002 e 2005
- Vários espectáculos e concertos tanto a solo como em espectáculos organizados em diversas salas do País.

2008
- “Fado a 24 Imagens” — espectáculo para a abertura do CineEco — Festival Internacional de Cinema de Seia — Serra da Estrela
- “Fado a 24 Imagens” — Sarajevo — Festival de Inverno

2009
- Concerto integrado no Ciclo Vozes no Feminino no Centro de Congressos do Estoril

Até ao presente canta em vários eventos e casas de fado em Lisboa, bem como por todo o país e também no estrangeiro.

### Teatro
2005
- “Amália — O Musical”, de Filipe La Féria no Teatro Sá da Bandeira no Porto (como Amália Rodrigues)
- “Alice no País das Maravilhas”, de Filipe la Féria no Teatro Politeama (como Alice)
- “A Canção de Lisboa”, de Filipe La Féria, no Teatro Politeama

2006
- “Música no Coração”, de Filipe La Féria no Teatro Politeama (como Liesl)

2008
- “West Side Story” de Filipe La Féria no Teatro Politeama (como Anybodys)[3] — Prémio Actriz Revelação[4] nos Prémios de Teatro Guia dos Teatros

2009
- “O Feiticeiro de Oz”, de Filipe La Féria no Teatro Politeama (como Dorothy Gale)[5]

2010
- "Um Violino no Telhado", de Filipe La Féria no Teatro Politeama (como Tzeitl)
- "O Sítio do Picapau Amarelo", de Filipe La Féria no Teatro Politeama-Silva (como Emília, a boneca de trapos)

2011
- "O Prisioneiro da Segunda Avenida" de Neil Simon com Paulo César, Cátia Garcia e Carlos Martins, encenação de Frederico Corado. (Estreia em Lisboa - Sport Lisboa e Campolide, Cartaxo - Centro Cultural do Cartaxo)[6]

### Televisão
2005
- “Campo Pequeno De Novo Em Grande”, de Filipe La Féria para a reabertura da Praça de Touros do Campo Pequeno e exibido em directo pela RTP 1, RTP África e Internacional.

Participou também em vários programas de televisão como “Praça da Alegria”, “Portugal no Coração”, “A Vida é Bela”, “Herman SIC”, “Fátima Lopes”, “Você na TV”, “Êxtase”, “Só Visto”, etc.

### Dobragens
Faz dobragens para televisão, animação, vídeos institucionais (Portugal Telecom, etc), publicidade e documentários.

## Discografia
- 2002 - À Procura do Fado  (CD)
- 2012 - Sons de Fado  (CD)